# Лилия пиренейская
Ли́лия пирене́йская (лат. Lílium pyrenáicum) — вид однодольных цветковых растений, входящий в род Лилия (Lilium) семейства Лилейные (Liliaceae). Включена в подрод Martagon рода Лилия (Lilium).

## Ботаническое описание
Многолетнее травянистое растение, достигающее 1,5 м в высоту. Стебель жёсткий, светло-зелёный, угловатый. Луковица крупная, шаровидная или яйцевидная, беловатая, чешуйчатая.
Листья сидячие, ланцетовидные, гладкие, светло-зелёные, очерёдно расположенные. Верхние листья более короткие.
Цветки с сильным запахом, повислые, на цветоножках до 6,5 см длиной, собраны по 2—14 в рыхлые кистевидные соцветия, с заметными прицветниками. Доли околоцветника до 4,5 см длиной, сильно отгибающиеся назад, жёлто-зелёные, покрытые красными или тёмно-фиолетовыми, почти чёрными, прожилками. Тычинки немного короче пестика, с ярко-красным пыльником. Пыльца оранжевая.
Плод — яйцевидная коробочка.

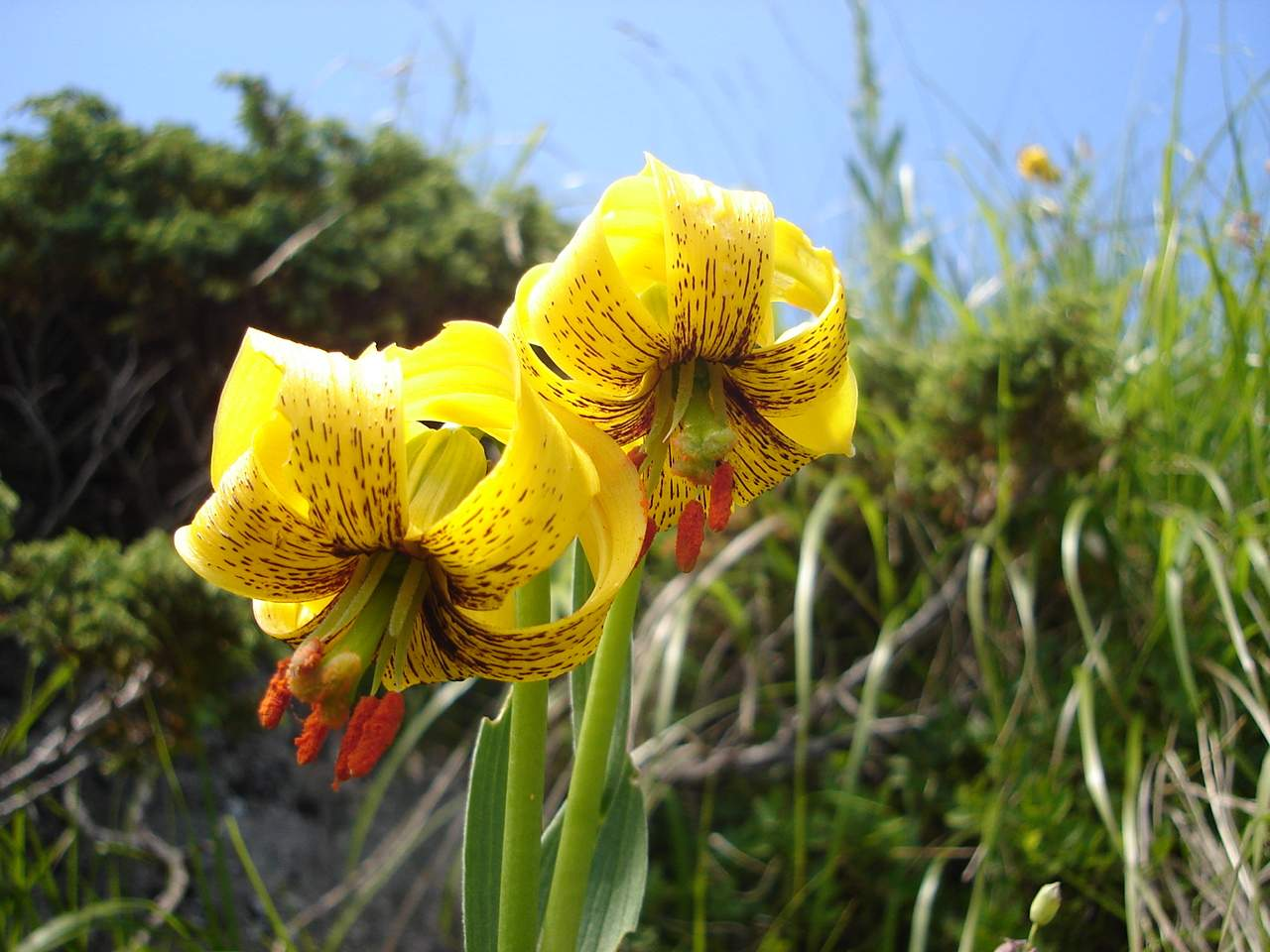
Цветки лилии Янки — вида, наиболее сходного с лилией пиренейской

Лилия пиренейская наиболее близка к лилии Янки, лилии халцедонской и лилии помпонной.

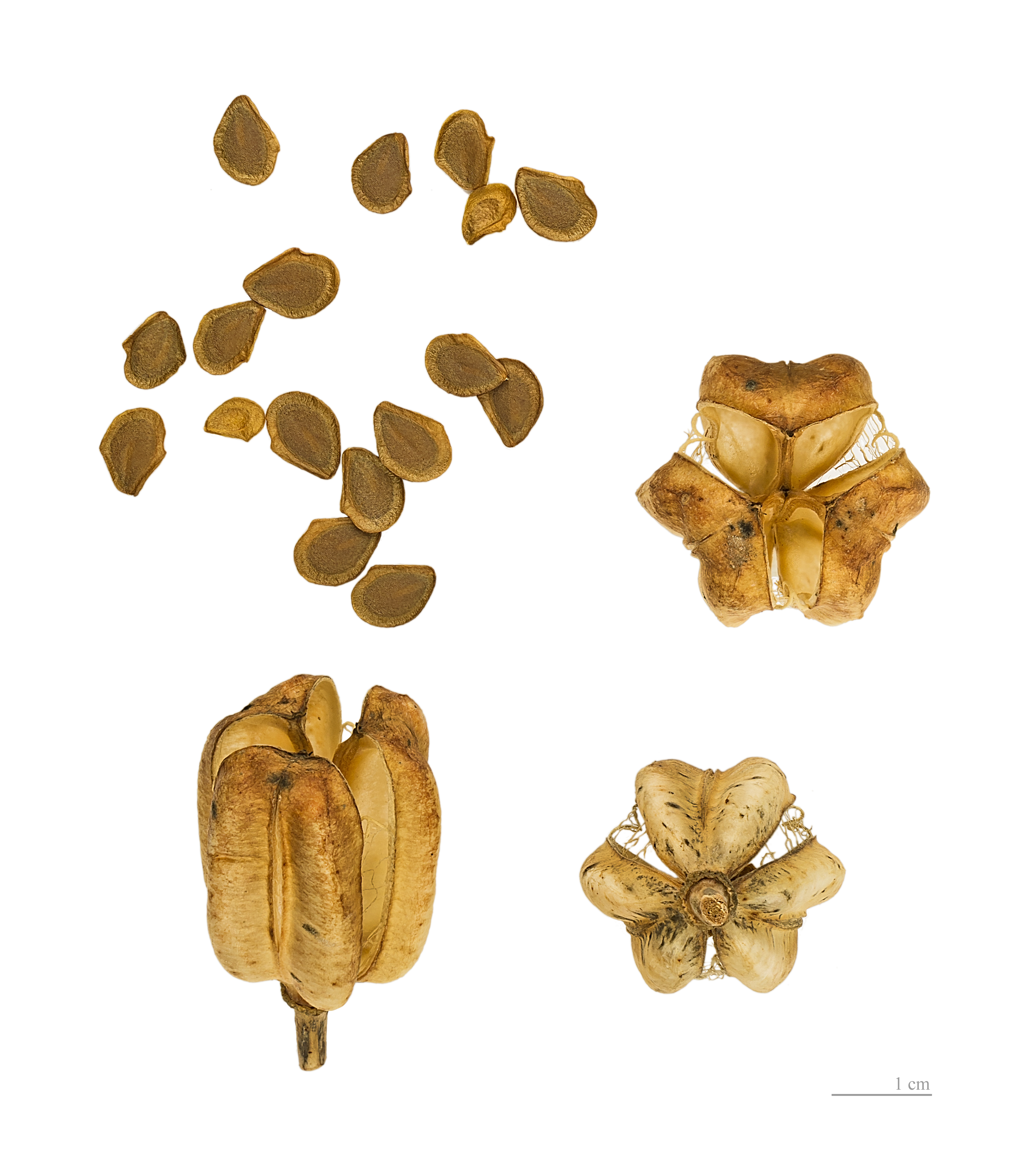
Lilium pyrenaicum

## Распространение и использование
Лилия пиренейская в дикой природе произрастает в юго-западной Европе — в горах южной Франции и северной Испании.
Известно несколько садовых форм лилии пиренейской. Среди них unícolor, на листочках околоцветника которой отсутствуют пятнышки и aúreum, цветки которой более яркие, пятнистые.

## Классификация

### Таксономия
Вид Лилия пиренейская входит в род Лилия (Lilium) семейства Лилейные (Liliaceae) порядка Лилиецветные (Liliales).
|  |                                      |  |                                                               |                                                               |                    |  | ещё 9 семейств (согласно Системе APG III) | ещё 9 семейств (согласно Системе APG III) |                       |  |  |  | ещё более 110 видов |
|  |                                      |  |                                                               |                                                               |                    |  | ещё 9 семейств (согласно Системе APG III) | ещё 9 семейств (согласно Системе APG III) |                       |  |  |  | ещё более 110 видов |
|  |                                      |  |                                                               | порядок Лилиецветные                                          |                    |  |                                           |                                           | род Лилия             |  |  |  |                     |
|  |                                      |  |                                                               | порядок Лилиецветные                                          |                    |  |                                           |                                           | род Лилия             |  |  |  |                     |
|  | отдел Цветковые, или Покрытосеменные |  |                                                               |                                                               | семейство Лилейные |  |                                           |                                           | вид Лилия пиренейская |  |  |  |                     |
|  | отдел Цветковые, или Покрытосеменные |  |                                                               |                                                               | семейство Лилейные |  |                                           |                                           |                       |  |  |  |                     |
|  |                                      |  | ещё 58 порядков цветковых растений (согласно Системе APG III) | ещё 58 порядков цветковых растений (согласно Системе APG III) |                    |  |                                           | ещё 16 родов                              | ещё 16 родов          |  |  |  |                     |
|  |                                      |  |                                                               | ещё 58 порядков цветковых растений (согласно Системе APG III) |                    |  |                                           |                                           | ещё 16 родов          |  |  |  |                     |

### Синонимы
- Lilium flavum Lam., 1779
- Lilium pomponium subsp. pyrenaicum (Gouan) K.Richt., 1890
- Lilium pomponium var. luteum hort.
- Lilium pomponium var. pyrenaicum (Gouan) Baker, 1871